# Martin E. Brooks
Martin E. Brooks (New York, 30 novembre 1925 – Los Angeles, 7 dicembre 2015) è stato un attore statunitense, sempre accreditato e menzionato con il secondo nome puntato.

## Biografia
Conosciuto principalmente per aver interpretato lo stesso personaggio (il dottor Rudy Wells) in due serie Tv: L'uomo da sei milioni di dollari e La donna bionica.
Lo ricorderanno anche gli spettatori di Dallas e California per i ruoli rispettivamente di Edgar Randolf e di Ted Burton.

## Filmografia parziale
- Climax! – serie TV, episodio 1x26 (1955)
- Una donna poliziotto (Decoy) – serie TV, episodio 1x09 (1957)
- Il fuggiasco (The Fugitive) – serie TV, 1 episodio (1967)
- Selvaggio west (The Wild Wild West) – serie TV, episodio 3x07 (1967)
- L'uomo che gridava al lupo (The Old Man Who Cried Wolf), regia di Walter Grauman – film TV (1970)
- Cannon – serie TV, 1 episodio (1971)
- L'altro (Alexander Zwo) – serie TV, 1 episodio (1972)
- McMillan e signora (McMillan & Wife) – serie TV, 6 episodi (1972-1973)
- L'uomo da sei milioni di dollari (The Six Million Dollar Man) – serie TV, 45 episodi (1975-1978)
- La donna bionica (The Bionic Woman) – serie TV, 45 episodi (1976-1978)
- Squali! (Sharks: Part 1 e Sharks: Part 2), regia di Alan J. Levi (1979) – Edizione cinematografica italiana di 2 episodi della serie TV  L'uomo da sei milioni di dollari
- General Hospital – serie TV, 1 episodio (1981)
- Dallas – serie TV, 10 episodi (1983-1984)
- Hunter – serie TV, 6 episodi (1986-1988)
- California (Knots Landing) – serie TV, 3 episodi (1992)

## Doppiatori italiani
- Oliviero Dinelli in L'uomo da sei milioni di dollari, Il ritorno dell'uomo da sei milioni di dollari
- Michele Gammino in Scontro bionico